# La giáng thứ
La giáng thứ là một cung thứ dựa trên nốt La giáng, bao gồm các nốt nhạc La giáng, Si giáng, Si, Rê giáng, Mi giáng, Mi, Sol giáng, và La giáng. Bộ khóa của nó có 7 dấu giáng.
Sự hoà âm ở cung thứ này đã được nâng lên quãng 7, khi đó Sol giáng sẽ trở thành Sol thường.
Cung thể tương đương (relative key) với nó là cung Đô giáng trưởng và cung thể cùng bậc (parallel key) với nó là cung La giáng trưởng và nó trùng âm với Sol thăng thứ.
Mặc dù La giáng thứ cũng được sử dụng trong việc biểu diễn của dàn nhạc giao hưởng, nhưng nó hiếm khi được dùng như là cung thể chủ đạo của một tác phẩm âm nhạc.

## Tác phẩm viết ở cung này
- Industrial Revolutions: Overture - Jean-Michel Jarre
- Funeral March from Piano Sonata số 13 Op. 26 của Beethoven
- "Until it sleeps" của Metallica
- Hit the Road Jack - Ray Charles